# G8-Gipfel in Köln 1999

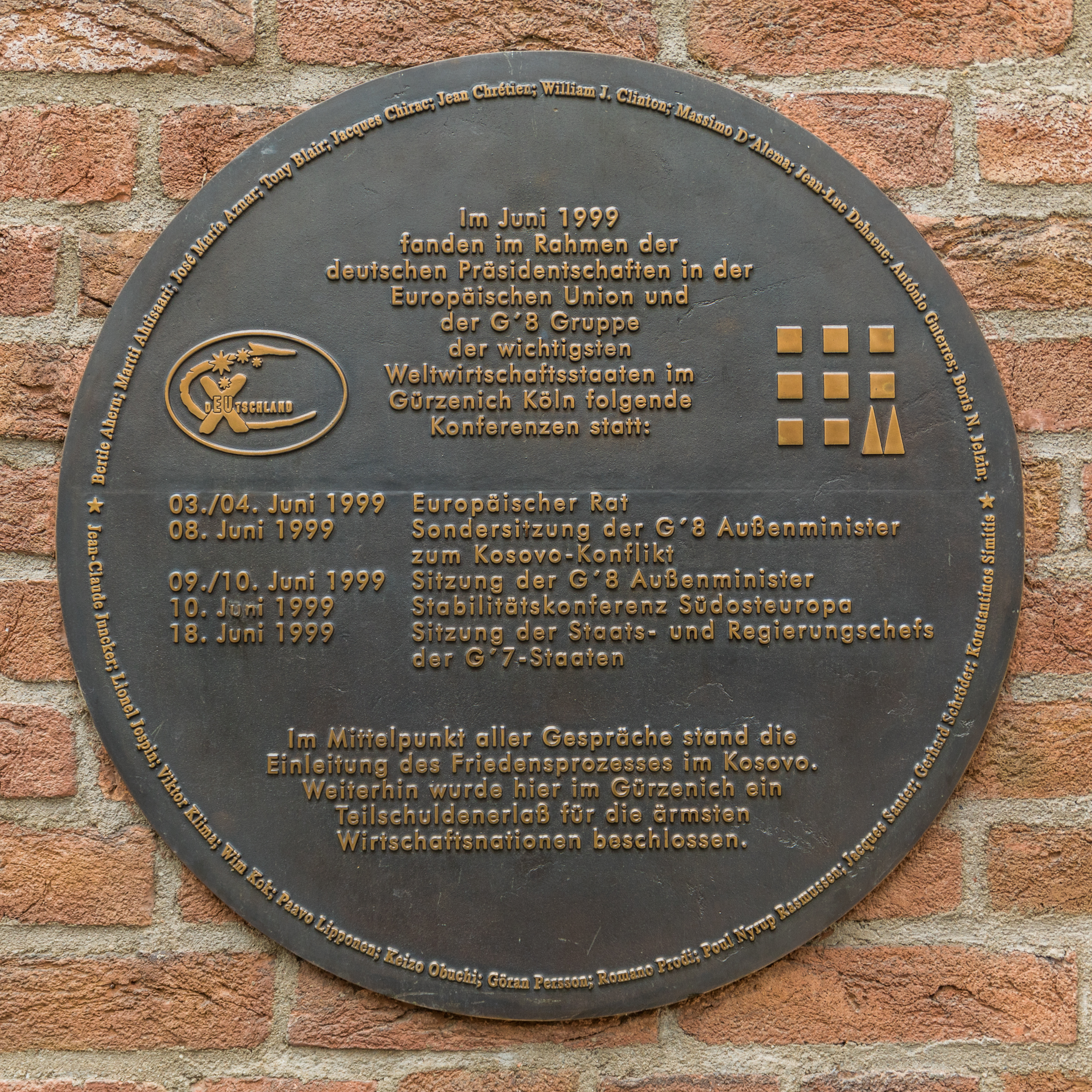
Gedenktafel zum G8-Gipfel am Gürzenich in Köln

Der G8-Gipfel in Köln 1999  war das 25. Gipfeltreffen der Regierungschefs der Gruppe der Acht, kurz G8. Das Treffen fand unter dem Vorsitz von Bundeskanzler Gerhard Schröder vom 18. bis 20. Juni 1999 erstmals in Köln und zum vierten Mal in Deutschland statt.
Veranstaltungsorte waren das Museum Ludwig, der Gürzenich und das Römisch-Germanische Museum.

## Dokumente des Kölner Gipfeltreffens
- G8-Umweltministertreffen in Schwerin vom 26. bis 28. März 1999
- Erklärung über die Gemeinsame Tagung der Außenminister der G8 und der Bewegung der nichtgebundenen Länder im Gürzenich am 10. Juni 1999
- Schlußfolgerungen zum Treffen der Außenminister der G8 am 10. Juni 1999 im Gürzenich
- Stärkung der internationalen Finanzarchitektur Bericht der G7-Finanzminister an den Wirtschaftsgipfel in Köln, 18. bis 20. Juni 1999
- Erklärung der G7 vom 18. Juni 1999
- Charta von Köln: Ziele und Bestrebungen für lebenslanges Lernen vom 19. Juni 1999
- Bericht der G7-Finanzminister zur Kölner Schuldeninitiative an den Wirtschaftsgipfel in Köln, 18. bis 20. Juni 1999
- Erklärung der G8 zu regionalen Fragen vom 20. Juni 1999

Quelle:

## Teilnehmer
| Deutschland            | Gerhard Schröder |
| Frankreich             | Jacques Chirac   |
| Italien                | Massimo D’Alema  |
| Japan                  | Keizō Obuchi     |
| Kanada                 | Jean Chrétien    |
| Vereinigte Staaten     | Bill Clinton     |
| Vereinigtes Königreich | Tony Blair       |
| Russland               | Boris Jelzin     |
| Europäische Union      | Jacques Santer   |

## Trivia
Der G8-Gipfel in Köln, der im Zusammenhang mit dem Kosovo-Konflikt auch als Friedensgipfel bezeichnet wird, bildet den Rahmen der Handlung des Romans Lautlos von Frank Schätzing.